# Günther XXX. (Schwarzburg)
Günther XXX. von Schwarzburg (* 1352; † 17. Juli 1416 in Arnstadt) bekleidete von 1403 bis 1406 das Amt eines Verwesers der Mark Brandenburg in Gemeinschaft mit seinem älteren Bruder Heinrich XX., mit welchem er auch gemeinschaftlich bis 1411 die Gebiete Sondershausen, Frankenhausen, Arnstadt und Blankenburg besaß.

## Leben
Zu Verwesern der Mark Brandenburg ernannte sie Jobst von Mähren, der damalige Inhaber des Kurlandes, aus folgendem Grunde. Die Mark litt nicht allein durch die wüsten Fehden des einheimischen Adels, sondern auch durch die Angriffe des Erzbischofs Albert von Magdeburg, welcher Ansprüche auf das feste Schloss Plane bei Brandenburg an der Havel erhob. Nach 20-jähriger Fehde kam endlich ein Friede zwischen Albert und der Mark am 10. Juni 1403 durch Vermittelung Günthers zu Stande. Zwei Tage darauf starb Albert und an seine Stelle trat als Erzbischof Günthers gleichnamiger Sohn. Unter diesen Umständen mussten Günther und sein Bruder Heinrich als Persönlichkeiten erscheinen, die geeignet waren, das gute Einvernehmen zwischen dem Erzstift und der Mark zu erhalten. 
Am 23. Oktober 1408 ernannte sie Jobst zunächst zu Amtleuten über die Altmark und am 24. November 1403 überwies er ihnen zu Berlin auch die Mittelmark unter Zustimmung der Stände. Am 5. Dezember 1403 wies er sie an, im Falle seines Todes seinen Schwager Wilhelm von Meißen, dem er 1393 die Mark gegen ein Darlehen als Pfand eingesetzt hatte, so lange als ihren Herrn anzuerkennen, bis das Darlehen abgezahlt sei. Mit den besten Absichten übernahmen jetzt die Grafen, besonders Günther, die Verwaltung; der letztere erfuhr auch sofort die ganze Schwierigkeit seiner neuen Stellung. Als er sich am Anfang des Jahres 1404 nach Tangermünde begeben wollte und eben über die Elbe setzte, überfiel plötzlich Dietrich von Quitzow sein noch am Ufer weilendes Gefolge und bemächtigte sich seines Gepäckes und seiner Schätze. 
Diese Tat blieb nicht nur straflos, sondern scheint sogar das Ansehen Dietrich von Quitzows gehoben zu haben, denn von jener Zeit an schreibt sich die Popularität, deren er sich unter den Märkern einige Jahre hindurch erfreute. Unrichtig dagegen ist die Angabe des märkischen Chronisten Engelb. Wusterwitz, dass Günther sofort nach jenem Überfall auf sein Amt verzichtet habe, denn er führte die Verwaltung des Landes noch am 20. Mai und 3. Juni 1404 nach den Urkk. b. Riedel l, 17, Ferner verband er sich am 16. Juni 1405, als ein „Vorstender der Marke z. Brand.“ mit den Herzögen Rudolf und Albrecht von Sachsen-Wittenberg und mit Günther von Magdeburg zur gemeinsamen Bekämpfung der Räuber in ihren Landesgebieten. Aber nicht Günther allein, sondern auch sein Bruder Heinrich, führte 1405 noch die Verweserschaft, denn beide belehnten als „Vorstendere der Marke z. Br.“ am 14. Juli 1405 zu Tangermünde Günther von Bartensleben mit dem Dorf Berkau. Urkundliche Erlasse der Brüder hinsichtlich der Mittelmark sind jedoch nicht vorhanden und in einem Kampf gegen Pommern 1404 führte nicht Günther, sondern Dietrich von Quitzow die mittelmärkischen Städte zum Sieg. 
Die Grafen scheinen sich daher auf die Verwaltung der Altmark beschränkt zu haben. An eine Unterdrückung des gerade in der Mittelmark überwuchernden Fehdewesenes durften sie überhaupt nicht denken, und so mögen sie endlich auf ihr Amt verzichtet haben. Dies muss im Jahr 1406 geschehen sein, denn am 18. Mai 1406 übertrug Jobst den Schutz über die Mittelmark den Grafen Ulrich und Günther von Lindow-Ruppin, während von 1406 ab Günther von Bartensleben als Vertreter Jobsts in der Altmark fungierte und im Namen des Markgrafen Lehenbriefe ausstellte.
Das Hauptverdienst der Grafen um die Mark ist die Bewahrung des Friedens mit Magdeburg. Der Burggraf Friedrich von Nürnberg fand 1412–1414 in Günther von Magdeburg sogar einen Bundesgenossen und ein Bruder desselben half jenem 1414 das Schloss Plane zu erobern.

## Familie
Günther XXX., der Sohn von Günther XXV. von Schwarzburg († 1368), war seit 1378 mit Anna († 1423), Tochter des Landgrafen Johann I. von Leuchtenberg verheiratet und hatte mit ihr die folgenden, erwachsen gewordenen Kinder:
- Günther II. von Schwarzburg (1382–1445), Erzbischof von Magdeburg
- Heinrich XXIV. (1388–1444), Graf von Schwarzburg
- Günther XXXV. (1388–1444), Priester
- Anna († 1431), heiratete 1407 Friedrich IV. von Thüringen